# Дэвидмен, Джой
Хеле́на Джой Дэ́видмен (англ. Helen Joy Davidman; 18 апреля 1915, Нью-Йорк, Нью-Йорк — 13 июля 1960, Оксфорд) — американская поэтесса и писательница, кинокритик. В детстве она была чрезвычайно одаренным ребёнком. В 1935 Джой получила степень магистра по английской литературе в Колумбийском университете. Она написала несколько книг, в том числе два романа.
В период своего атеизма Дэвидмен вступает в коммунистическую партию США. В 1942 встречает и выходит замуж за своего первого мужа, отца её двух сыновей — Уильяма Линдси Грешема. После трудностей в браке и последующего за ними обращения в христианство, она разводится с ним и уезжает с сыновьями из США в Великобританию.
В 1954 Дэвидмен издаёт свою наиболее известную работу, «Дым над горой: Толкование десяти заповедей», к которой британский писатель К. С. Льюис написал своё предисловие. Позже Льюис, который повлиял на её работы и обращение в веру, стал её вторым мужем после её окончательного переезда в Британию. Она умерла от рака кости в 1960 году.
По истории отношений, которые развились между Дэвидмен и Льюисом, были сняты телевизионный фильм BBC, спектакль и художественный фильм «Страна теней». После её смерти Льюис под псевдонимом Н. В. Клерк издает книгу «Исследуя скорбь», в которой описывает период горечи своей утраты и вопросов к Богу.

## Биография

### Юность
Хелена Джой Дэвидмен родилась в Нью-Йорке, в семье светских евреев среднего класса, которые были выходцами из Польши и Украины в составе Российской империи. Её родители, Джозеф Дэвидмен и Джанетт Спивак (в браке с 1909), эмигрировали в Америку из Восточной Европы в конце 19-го столетия. Дэвидмен росла в Бронксе вместе со своим младшим братом Говардом. Её родители были предпринимателями, которые сохранили работу даже во время Великой депрессии. Она получала хорошее образование, брала уроки игры на фортепиано и часто путешествовала с семьей. Дэвидмен написала в 1951 году: «Я была примерным, здравомыслящим чадом материализма… Я была атеисткой и дочерью атеиста».
Дэвидмен была одаренным ребёнком, с уровнем IQ, превышающим 150 баллов, с исключительными способностями к критическому и аналитическому мышлению, музыке. В восемь лет она прочитала «Очерки истории» Герберта Уэллса и обладала достаточным мастерством для исполнения произведений Шопена на фортепиано после первого же просмотра нот. В раннем возрасте она читала детские книги Джорджа Макдональда, а также его книгу «Phantastes» и написала о влиянии на неё этих историй: «Они на всю жизнь привили мне пристрастие к фантастике. Годы спустя, это привело меня к К. С. Льюису, который вернул меня к религии». Будучи болезненным ребёнком, на протяжении школьных лет Дэвидсмен страдала от болезни позвоночника, скарлатины и анемии. Она посещала занятия с гораздо более старшими одноклассниками и позже описывала себя в это время как «не по годам развитую, высокомерную любительницу книг».
Когда ей было четырнадцать Дэвидмен закончила Эвандерскую детскую среднюю школу. Она занималась самообразованием до тех пор, пока не поступила в Хантерский колледж в Бронксе, в возрасте пятнадцати лет. Уже в девятнадцать она получила степень бакалавра. В 1935 году, она получала степень магистра в области английской литературы в Колумбийском университете на протяжении трех семестров, а также преподавала в Средней школе Рузвельта. В 1936 году, после публикации в Poetry нескольких её стихов, редактор Харриет Монро предложил ей работать редактором журнала. Дэвидмен оставила преподавание и стала работать на полной ставке как писатель и редактор.
Несколько случаев, которые произошли во время Великой Депрессии, в том числе и самоубийство голодного сироты, спрыгнувшего с крыши Хантерского колледжа, которое она наблюдала, заставили её усомниться в справедливости капитализма и американской экономической системы. В 1938 году она вступила в коммунистическую партию США.
В 1938 году она выиграла Yale Series на Конкурсе молодых поэтов за свой сборник стихов «Письма к товарищу». Её выбрал Стивен Винсент Бене, который похвалил Дэвидмен за «разнообразное владение формами и смелость». В 1939 году, она выиграла Russell Loines Award for Poetry за этот же сборник стихов. Хотя значительная часть её работ этого периода отражают её политику, как члена американской Коммунистической партии, эта сборка стихов была чем-то большим, чем подразумевалось в названии. Она содержит сорок пять стихов, написанных как в традиционной, так и в свободной форме, затрагивающих различные серьезные темы, такие как Испанская Гражданская война, неравенство, классовая структура, проблемы в отношениях полов. На стиль этих стихов Дэвижмен повлиял сборник стихов Уолта Уитмена «Листья травы».
В 1939 году она была принята на работу в американскую медиакомпанию «Метро-Голдвин-Майер для шестимесячного пребывания в Голливуде и написания сценариев для фильмов. Она написала по крайней мере четыре, но они не использовались, так что она вернулась в Нью-Йорк, чтобы работать для журнала «New Masses» , где она писала дискуссионные киноколонки, обзоры голливудских фильмов в стиле, описанном как «безжалостно критикующий». В 1940 году был опубликован её первый известный роман, «Anya». С 1941 по 1943 год, она работала книжным рецензентом и редактором поэзии для «New Masses» с публикациями на различные темы.

### Уильям Линдсэй Грешем
Она вышла замуж за своего первого мужа, писателя Уильяма Линдсэя Грешема 24 августа 1942 года, после знакомства с ним из-за взаимного интереса к коммунизму. У них было двое сыновей, Дэвид Линдсэй Грешем (27 марта 1944) и Говард Дуглас Грешем (10 ноября 1945). Уилл Грешем разочаровался в Коммунистической партии, пока находился в Испании добровольцем во время гражданской войны с фашизмом. Под его влиянием и после рождения сыновей Дэвидмен вышла из партии. В период их совместной жизни Грешем написал свою самую знаменитую работу «Аллея кошмаров» (в 1946 году), в то время как Дэвидмен работала дома и ухаживала за детьми.
Брак был омрачен возникшими финансовыми проблемами, а также алкоголизмом мужа и его изменами. У Грешема зачастую случались пьяные, буйные вспышки гнева, во время которых он нападал на жену и детей. Дэвидмен писала, что однажды весной 1946 её муж позвонил ей и сказал, что у него был нервный срыв и он не знает, когда вернется домой. После этого она начала страдать от депрессии. Позже она описывала состояние: «Впервые моя гордость была вынуждена признать, что не я, все-таки, 'хозяйка своей судьбы'… Вся моя защита — все стены, самоуверенность, высокомерие и себялюбие, за которыми я пряталась от Бога, в одно мгновение развеялись, и пришел Бог.» Когда Грешем вернулся домой, супруги начали искать ответы в религии. Сначала Дэвидмен занималась изучением иудаизма, но потом решила изучить все религии и, в конце концов, пришла к выводу, что «Искупитель, который открыл себя всем, кого я узнала бы среди десяти тысяч — это Иисус». В своих религиозных исследованиях супруги, в частности, начали читать книги К. С. Льюиса, которые повлияли на их мировоззрение.
Когда Грешем за крупную сумму продал право на экранизацию «Аллеи кошмаров», семья переехала в старинный особняк с участком около Нью-Йорка, где Дэвидмен начала писать свой второй роман, «Weeping Bay». Грешем также начал писать свой второй роман — «Limbo Tower». В 1948 году они стали членами Пресвитерианской Церкви «Pleasant Plains». В это время Грешем бросает пить, но его обращение в христианство продлилось недолго; он продолжал изменять супруге, проявлял интерес к дианетике, картам Таро и И Цзин. Супруги начали отдаляться друг от друга, хотя и продолжали жить вместе. После того, как американский писатель Чэд Уолш в 1950 году познакомил её с К. С. Льюисом, Дэвидмен вступила с ним в переписку.

### К. С. Льюис

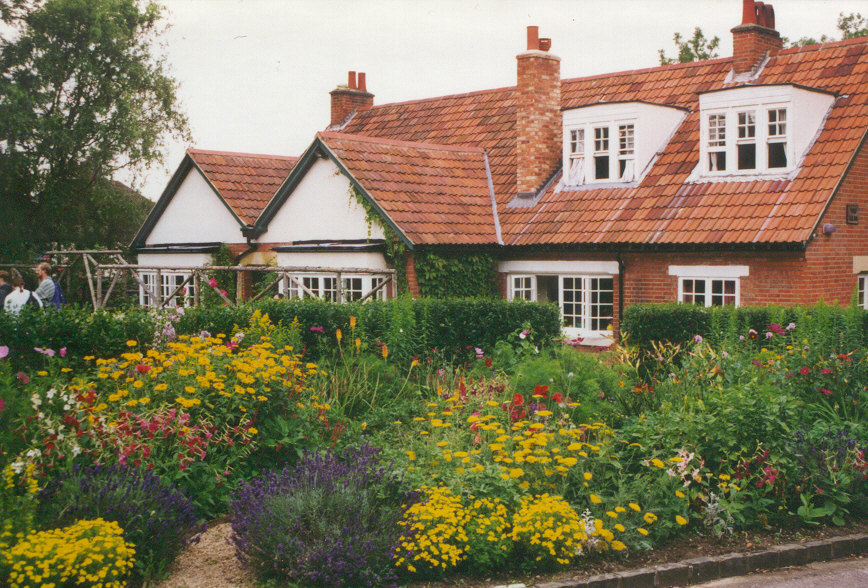
Килнс, дом Льюиса в Оксфорде.

Дэвидмен впервые встретилась с писателем К. С. Льюисом в августе 1952 г., когда она совершила поездку в Англию, после двухлетней переписки с ним. Она планировала закончить свою книгу о десяти заповедях, над которой она работала, и в которой отразилось влияние апологетического стиля Льюиса. После нескольких совместных обедов и прогулок, на которых он со своим братом сопровождал Дэвидмен, Уоррен Льюис записал в своем дневнике, что между его младшим братом и Дэвидмен быстро возникла дружба. О Дэвидмен он писал: «Обращенная в христианство еврейка, среднего роста, с хорошей фигурой, необычайно раскованная.» Она провела с братьями в Килнсе Рождество и две недели и к этому времени, как говорили, влюбилась в К. С. Льюиса, который, казалось, не обращал на её чувства внимания.
В январе 1953 она получила письмо от Грешема о том, что у него с её кузиной роман и он хочет развестись с Дэвидмен. Её кузина Рене Родригес переехала в дом Грешема и смотрела за ним, пока она была в отъезде. Дэвидмен попыталась сохранить брак, но согласилась на развод после насилия со стороны Грешема, который к тому времени снова начал пьянствовать. После того как в августе 1954 года брак был расторгнут, Грешем женился на Родригес.

Будучи «истинной англиканкой», в ноябре 1953 Дэвидмен со своими сыновьями вернулась в Англию. Синтия Хевен предполагала, что, учитывая её политические действия в прошлом, одним из факторов принятия решения об эмиграции была деятельность HUAC. Дэвидмен нашла квартиру в Лондоне. Дэвид и Дуглас поступили в Dane Court Preparatory School. Но вскоре они столкнулись с финансовыми трудностями, когда Грешем прекратил поддерживать их деньгами. За обучение её сыновей заплатил Льюис, который, к тому же, нашел для них дом в Оксфорде, неподалеку от Килнса. Изначально Льюис относился к ней только как к приятному собеседнику и личному другу. Уоррен Льюис писал:
Для Джека, в первую очередь, был привлекателен интеллект. Из всех женщин только Джой имела ум, не уступающий ему в гибкости, широте взглядов, цепкости и, прежде всего, чувстве юмора.
Когда Льюис писал,
он просил советов и критики Дэвидмен. Она стала прообразом для Оруаль, главного персонаж книги «Пока мы лиц не обрели» (1956). Другими работами, на которые она повлияла, были «Размышления о Псалмах» (1958) и «Четыре любви» (1960). Книга Дэвидмен «Дым на горе: Толкование десяти заповедей» была опубликована в Англии в 1955 году с предисловием К. С. Льюиса. Было продано 3000 экземпляров, вдвое больше, чем на территории США.
В 1956 году департамент Правительства Великобритании отказал проделвать Дэвидмен гостевую визу, требуя чтобы она с сыновьями вернулась в Америку. Льюис согласился вступить с ней в гражданский брак, чтобы она могла продолжать жить в Великобритании, сказав друзьям, что «брак был исключительно вопросом дружбы и целесообразности.» Гражданский брак был зарегистрирован в офисе регистрации по адресу, 42 St Giles', Oxford, 23 апреля 1956.

После заключения гражданского брака супруги продолжали жить отдельно. В октябре 1956, Дэвидмен повредила левое бедро, споткнувшись об телефонный провод на кухне. В госпитале Черчилля в Оксфорде ей диагностировали неизлечимую стадию рака молочной железы с метастазами в костный мозг. Именно тогда, Льюис признал, что влюбился в неё, понимая, насколько он будет подавлен, если потеряет её. Он писал другу: 
Новая красота и новая трагедия вошли в мою жизнь. Ты был бы удивлен (или, может быть, нет?) если бы узнал, сколько между нами есть необычной радости и даже веселья. 
Дэвидмен перенесла несколько операций и лучевую терапию. В марте 1957, Уоррен Льюис записал в своем дневнике: «Один из самых мучительных дней в моей жизни. Джой был вынесен смертный приговор и его исполнение стало только вопросом времени».
Отношения между Дэвидмен и Льюисом развились настолько, что они решили бракосочетаться как христиане. В то время в англиканской церкви это было не просто, так как Дэвидмен была разведена но их друг, англиканский священник, преподобный Питер Байд, провел церемонию прямо в госпитале у постели Дэвидмен 21 марта 1957 года. В социальных кругах[неизвестный термин] не одобрили этот брак, так что некоторые друзья и коллеги Льюиса стали избегать супругов.
После выписки из больницы неделей позднее, она была доставлена в Килнс и вскоре у рака наступила ремиссия. Она помогала Льюису св писательстве, привела в порядок его финансовую документацию и гардероб, отремонтировала и реконструировала дом. Молодожены отправились на запоздалый медовый месяц в Уэльсе, а затем полетели в Ирландию. В октябре 1959 года обследование показало, что рак вернулся, и больше не реагирует на лучевую терапию. В апреле 1960 года, Льюис поехал с Дэвидмен на отдых в Грецию, чтобы реализовать свою давнюю мечту побывать там. После возвращения из поездки её состояние резко ухудшилось. 13 июля 1960 года она умерла. Тело кремировано в городском крематории Оксфорда, прах захоронен в колумбарной стене (по другим данным — развеян возле крематория, а на стене находится лишь мемориальная табличка).
Овдовев, Льюис написал книгу «Исследуя скорбь», которую опубликовал под псевдонимом N.W. Clerk. В ней он описывал свои чувства, отдавая дань жене, писал о своей вере, колеблющейся из-за огромного горя, которое он перенес после смерти Дэвидмен, борьбе за возвращение веры. Постепенно у Льюиса развилась болезнь сердца, два года спустя он впал в кому, из которой через несколько дней вышел. Он умер через год, спустя три года после смерти жены.